# 小行星108201
小行星108201（108201 Di Blasi）是一颗绕太阳运转的小行星，为主小行星带小行星。该小行星于2001年4月发现。
該小行星以發現者之一達里奧·迪瑪利亞（Dario Di Maria）的姪子朱塞佩·迪布拉西（Giuseppe Di Blasi）命名。

## 轨道参数
小行星108201的轨道半长轴为403 346 538 km，2.6961667 UA，离心率为0.213。